# Yo le voy al Necaxa

Caricatura de Don Ramón, creador de la frase

«Yo le voy al Necaxa» es una frase que era característica del personaje Don Ramón, interpretado por el actor mexicano Ramón Valdés en la serie El Chavo del 8, serie que se emitió entre 1971 hasta 1980. Generalmente la pronunciaba cuando dicho personaje se encontraba en aprietos o se dudaba de su hombría. La frase ganó popularidad con los años en los países hispanoamericanos y ha sido replicado en memes, programas de TV, carteles y en camisetas.

## Origen de la frase
Necaxa es un club de fútbol de la Primera División de México, fundado el 21 de agosto de 1923 en la Ciudad de México. El 22 de octubre de 1971; el dueño del club decide venderlo a unos empresarios españoles quienes optan por cambiar el nombre por el de Toros del Atlético Español. Sin embargo esa medida no fue bien vista por la afición del equipo que vio el cambio como una traición. Coincidió que 20 de junio de 1971 comenzaba a tomar popularidad la serie "El Chavo del 8" donde el comediante Ramón Valdés, que encarnaba al personaje Don Ramón, tenía libertad para darle frases y gestos característicos a su personaje. De esta manera cuando se ponía en duda la hombría o heterosexualidad de Don Ramón este acuñó dicha frase como diciendo "a mi no me cambian de equipo".

## En la cultura popular
La frase fue un misterio para personas que no eran de México, donde nunca se había escuchado el nombre "Necaxa" y pasó a tener una connotación de ser heterosexual. Se ha replicado en diferentes obras:
- En la Serie "Los 80 " emitido por la televisión chilena, el personaje Exequiel Pacheco, el amigo del protagonista emite esa frase en un contexto similar de cuestionamiento.